# Ли Мин
Ли Мин (кит. 李明; род. 26 января 1971, Люйда, Ляонин) — китайский футболист, полузащитник, и тренер. Выступал за национальную сборную Китая в 1990-х — начале 2000-х годов. После завершения игровой карьеры — президент футбольного клуба «Далянь Аэрбин». Клуб в 2011 году победил в Первой лиге Китая по футболу и получил право в 2012 году выступать в Суперлиге. В качестве футболиста пользовался большим уважением — всю карьеру выступал за один клуб — «Далянь Ваньда», команду, которая доминировала в китайском футболе на протяжении многих лет. С «Далянь Ваньда» завоевал восемь чемпионских титулов, а также три раза выигрывал кубок. Характеризовался как один из самых одарённых игроков в китайском футболе. За сборную сыграл в 141 матче, что до сих пор является рекордом по сыгранным матчам за сборную КНР.

## Карьера игрока
Дебют Ли Мина состоялся в 1989 году. Вся футбольная карьера игрока прошла в одном клубе — «Далянь Ваньда» (с 2000 года стал называться «Далянь Шидэ»). Выступал на позиции правого полузащитника. В 1994 году его команде удалось стать чемпионом Китая, затем в течение нескольких сезонов клуб доминировал в китайском футболе. С 1994 по 2002 «Далянь» завоевал восемь титулов, а Ли Мин был одной из «звёзд» этой команды. Рекордным оказался сезон 1996 года, когда «Далянь» закончил сезон без единого поражения в чемпионате.

### Выступления в качестве игрока
| Сезон | Клуб          | Страна | Матчей | Мячей |
| ----- | ------------- | ------ | ------ | ----- |
| 1994  | Далянь Ваньда | Китай  | 21     | 2     |
| 1995  | Далянь Ваньда | Китай  | 21     | 3     |
| 1996  | Далянь Ваньда | Китай  | 21     | 3     |
| 1997  | Далянь Ваньда | Китай  | 21     | 7     |
| 1998  | Далянь Ваньда | Китай  | 25     | 8     |
| 1999  | Далянь Ваньда | Китай  | 25     | 1     |
| 2000  | Далянь Шидэ   | Китай  | 24     | 0     |
| 2001  | Далянь Шидэ   | Китай  | 23     | 3     |
| 2002  | Далянь Шидэ   | Китай  | 17     | 3     |
| 2003  | Далянь Шидэ   | Китай  | 24     | 3     |
| 2004  | Далянь Шидэ   | Китай  | 10     | 3     |
| 2005  | Далянь Шидэ   | Китай  | 13     | 1     |

### Голы за сборную
| №  | Дата             | Место          | Соперник  | Счёт | Результат | Соревнование                                       |
| -- | ---------------- | -------------- | --------- | ---- | --------- | -------------------------------------------------- |
| 1. | 23 февраля 1997  | Малайзия       | Финляндия | 2-1  | Победа    | Товарищеский матч                                  |
| 2. | 28 февраля 1997  | Малайзия       | Зимбабве  | 3-1  | Победа    | Товарищеский матч                                  |
| 3. | 13 сентября 1997 | Далянь, КНР    | Иран      | 2-4  | Поражение | Чемпионат мира по футболу 1998 (отборочный турнир) |
| 4. | 16 октября 2000  | Триполи, Ливан | Индонезия | 4-0  | Победа    | Кубок Азии по футболу 2000 Групповой этап          |
| 5. | 23 октября 2000  | Сидон, Ливан   | Катар     | 3-1  | Победа    | Кубок Азии по футболу 2000 1/4 Финала              |
| 6. | 3 июля 2004      | КНР            | Ливан     | 6-0  | Победа    | Товарищеский матч                                  |
| 7. | 21 июля 2004     | Пекин, КНР     | Индонезия | 5-0  | Победа    | Кубок Азии по футболу 2004 Групповой этап          |
| 8. | 7 августа 2004   | Пекин, КНР     | Япония    | 1-3  | Поражение | Кубок Азии по футболу 2004 Финальный турнир        |

## Достижения
- «Далянь Ваньда»; чемпион Лиги Цзя-А/Суперлиги: 1994, 1996, 1997, 1998, 2000, 2001, 2002, 2005.

обладатель Кубка Китая по футболу1992, 2001, 2005.

## Интересные факты
- Ли Мин является первым в современной истории китайского футбола игроком по количеству матчей за национальную сборную (141). Также преодолели рубеж в 100 матчей только два игрока — Фань Чжии (132) и Ли Вэйфэн (112).
- В 2017 году удостоился награды Golden Foot в качестве признания легендой мирового футбола. Вместе с ним эту награду получили Майкл Оуэн, Марсель Десайи, Оливер Кан и Роберто Манчини.[5]